# Eduard Meier zur Kapellen
Eduard Heinrich Meier zur Kapellen (* 20. April 1868 in Herford; † 7. März 1945 in Ranis) war ein deutscher evangelischer Theologe.

## Leben
Er war der Sohn des Gymnasialdirektors Hermann Meier in Schleiz und studierte Theologie an den Universitäten Leipzig, Jena und Halle. Während des Studiums wurde er Mitglied des Klassisch-Philologischen Vereins Leipzig im Naumburger Kartellverband. 1895 erhielt er seine Ordination zum Pfarrer. Als solcher war er u. a. von 1896 bis 1899 in Weisbach bei Schleiz, von 1899 bis 1903 in Frankenthal/Thüringen, von 1903 bis 1925 in Tanna und zuletzt als 2. Pfarrer in Ranis von 1925 bis 1936 tätig.
Von 1907 bis 1910 war Meier zur Kapellen Mitglied des Landtags des Fürstentum Reuß jüngerer Linie.